# Anna Petryk
Anna Serhijiwna Petryk, ukr. Анна Сергіївна Петрик (ur. 26 października 1997 w Mariupolu) – ukraińska piłkarka grająca na pozycji pomocnika w Worskle Połtawa.

## Kariera klubowa
Wychowanka klubu Illicziwka Mariupol. W 2013 rozpoczęła karierę w podstawowej składzie Illicziwki. W 2016 została zaproszona do Żytłobud-1 Charków. Na początku 2019 przeniosła się do klubu Lwiw-Jantaroczka, ale już latem wróciła do charkowskiej drużyny Żytłobud-1. W 2022 po inwazji Rosji na Ukrainę wyjechała za Islandii, gdzie została zawodniczką Breiðablik, ale latem wróciła do Ukrainy, zasilając skład Worskły Połtawa.

## Kariera reprezentacyjna
Występowała w juniorskich reprezentacjach Ukrainy U-17 i U-19. 4 marca 2020 roku zadebiutowała w narodowej reprezentacji Ukrainy w przegranym (0:3) meczu o Puchar Pinatar ze Szkocją.

## Sukcesy
Żytłobud-1 Charków
- mistrz Ukrainy (2): 2017/18, 2018/19
- wicemistrz Ukrainy (3): 2016, 2017, 2019/20
- zdobywca Pucharu Ukrainy (3): 2016, 2017/18, 2018/19